# Buicourt
Buicourt ist eine französische Gemeinde mit 148 Einwohnern (Stand 1. Januar 2022) im Département Oise in der Region Hauts-de-France. Die Gemeinde liegt im Arrondissement Beauvais und ist Teil der Communauté de communes de la Picardie Verte und des Kantons Grandvilliers.

## Geographie
Die Gemeinde liegt westlich an Gerberoy angrenzend rund drei Kilometer südwestlich von Songeons. Sie wird im Süden vom Bach Ruisseau de Bellefontaine durchquert, der sich als Tahier fortsetzt und in den Thérain mündet. Zur Gemeinde gehören die kleinen Ortsteile Renicourt und La Briqueterie, letzterer am Rand des Forêt domaniale (Staatswalds) Caumont.

## Einwohner
| 1962 | 1968 | 1975 | 1982 | 1990 | 1999 | 2006 | 2011 |
| ---- | ---- | ---- | ---- | ---- | ---- | ---- | ---- |
| 115  | 117  | 105  | 107  | 127  | 146  | 139  | 135  |

## Verwaltung
Bürgermeister (maire) ist seit 1992 Roger Baudart.

## Sehenswürdigkeiten
- Kirche Saint-Lucien aus dem 13. Jahrhundert mit Fresken aus dem 15. Jahrhundert[1] (siehe auch: Liste der Monuments historiques in Buicourt)